# 令狐滈
令狐滈（？—？），唐朝宜州华原（今陕西耀州）人，唐朝末年官員。令狐绹之子。

## 生平
会昌二年（842年），即参加科举，未成功。以父在内职而止。大中十三年（859年）舉進士，引起風波。諫議大夫崔瑄上疏：“滈弄父權，勢傾天下。舉人文卷須十月送納。豈可父為宰相，滈私干有司？请下御史台推勘。”但唐懿宗不听。
初为长安县县尉、集贤院校理。咸通四年（863年）十一月，迁右拾遗、史馆修撰。制出，左拾遗刘蜕、起居郎张云，各自上疏评论令狐滈说：“恃父秉权，恣受货赂。取李琢钱，除琢安南都护，遂致蛮陷交州。”张云言：“大中十年，令狐绹以谏议大夫豆卢籍、刑部郎中李鄴为夔王已下侍读，欲立夔王为东宫，欲乱先朝子弟之序。滈内倚郑颢，人谁敢言？”当时令狐绹在淮南，累上表自雪。唐懿宗重伤大臣意，贬张云为兴元府少尹，刘蜕为华阴县令，改令狐滈为詹事府司直。
令狐滈骄纵不法，受贿卖官，人称“白衣宰相”。温庭筠是令狐滈的好友，经常出入于相府。乾符三年（876年），官拜左护卫将军。令狐滈因为众官所非议，所以仕途不达。